# Aree naturali protette del Molise
Questo è un elenco delle aree naturali protette del Molise.

## Parchi nazionali
- Parco nazionale d'Abruzzo, Lazio e Molise

## Riserve naturali statali
- Riserva naturale Collemeluccio
- Riserva naturale Montedimezzo
- Riserva naturale Pesche

## Riserve naturali regionali
- Riserva naturale Torrente Callora
- Riserva naturale Bosco Casale (Casacalenda)

## Altre aree naturali protette regionali
- Oasi di Bosco Casale (Casacalenda)
- Oasi naturale di Guardiaregia

Non incluse nell'EUAP
- Parco dei Tratturi del Molise (L.R. n. 9 dell'11 aprile 1997)
- Area Alto Molise
- Foresta demaniale regionale San Martino e Cantalupo
- Foresta demaniale regionale Pennataro
- Foresta demaniale regionale Monte Caruso e Monte Gallo
- Bosco di Riccia e Pianelle
- Foresta demaniale regionale Bosco del Barone

## SIC e ZPS
- Oasi Le Mortine  (SIC e ZPS)